# دويان
دويان (بالصينية: 都匀市) هي مدينة من مدن الصين. يبلغ عدد سكانها 522701 نسمة حسب إحصائيات سنة 2015. تبلغ مساحتها 2274 كم².

## المناخ
يظهر الجدول التالي التغييرات المناخية على مدار السنة لدويان:
| البيانات المناخية لـدويان                        | البيانات المناخية لـدويان | البيانات المناخية لـدويان | البيانات المناخية لـدويان | البيانات المناخية لـدويان | البيانات المناخية لـدويان | البيانات المناخية لـدويان | البيانات المناخية لـدويان | البيانات المناخية لـدويان | البيانات المناخية لـدويان | البيانات المناخية لـدويان | البيانات المناخية لـدويان | البيانات المناخية لـدويان | البيانات المناخية لـدويان |
| الشهر                                            | يناير                     | فبراير                    | مارس                      | أبريل                     | مايو                      | يونيو                     | يوليو                     | أغسطس                     | سبتمبر                    | أكتوبر                    | نوفمبر                    | ديسمبر                    | المعدل السنوي             |
| ------------------------------------------------ | ------------------------- | ------------------------- | ------------------------- | ------------------------- | ------------------------- | ------------------------- | ------------------------- | ------------------------- | ------------------------- | ------------------------- | ------------------------- | ------------------------- | ------------------------- |
| الدرجة القصوى °م (°ف)                            | 23.7 (74.7)               | 29.1 (84.4)               | 33.5 (92.3)               | 34.5 (94.1)               | 33.8 (92.8)               | 34.8 (94.6)               | 36.1 (97.0)               | 35.9 (96.6)               | 35.6 (96.1)               | 32.5 (90.5)               | 29.2 (84.6)               | 26.1 (79.0)               | 36.1 (97.0)               |
| متوسط درجة الحرارة الكبرى °م (°ف)                | 9.4 (48.9)                | 11.4 (52.5)               | 16.1 (61.0)               | 22.1 (71.8)               | 25.6 (78.1)               | 27.8 (82.0)               | 29.7 (85.5)               | 30.1 (86.2)               | 27.2 (81.0)               | 21.9 (71.4)               | 17.6 (63.7)               | 12.6 (54.7)               | 21.0 (69.7)               |
| المتوسط اليومي °م (°ف)                           | 5.9 (42.6)                | 7.5 (45.5)                | 11.4 (52.5)               | 17.0 (62.6)               | 20.7 (69.3)               | 23.4 (74.1)               | 25.1 (77.2)               | 24.8 (76.6)               | 22.0 (71.6)               | 17.3 (63.1)               | 13.0 (55.4)               | 8.0 (46.4)                | 16.3 (61.4)               |
| متوسط درجة الحرارة الصغرى °م (°ف)                | 3.4 (38.1)                | 5.0 (41.0)                | 8.5 (47.3)                | 13.6 (56.5)               | 17.2 (63.0)               | 20.3 (68.5)               | 22.0 (71.6)               | 21.3 (70.3)               | 18.4 (65.1)               | 14.3 (57.7)               | 9.9 (49.8)                | 4.9 (40.8)                | 13.2 (55.8)               |
| أدنى درجة حرارة °م (°ف)                          | −3.5 (25.7)               | −4.0 (24.8)               | −2.2 (28.0)               | 3.4 (38.1)                | 6.1 (43.0)                | 13.5 (56.3)               | 13.3 (55.9)               | 16.0 (60.8)               | 10.6 (51.1)               | 4.8 (40.6)                | −1.6 (29.1)               | −4.5 (23.9)               | −4.5 (23.9)               |
| الهطول مم (إنش)                                  | 36.0 (1.42)               | 42.3 (1.67)               | 56.8 (2.24)               | 116.9 (4.60)              | 192.9 (7.59)              | 275.7 (10.85)             | 245.4 (9.66)              | 159.8 (6.29)              | 99.6 (3.92)               | 94.9 (3.74)               | 60.2 (2.37)               | 25.4 (1.00)               | 1٬405٫9 (55.35)           |
| متوسط الرطوبة النسبية (%)                        | 80                        | 80                        | 79                        | 78                        | 78                        | 81                        | 79                        | 78                        | 77                        | 79                        | 78                        | 75                        | 79                        |
| المصدر: China Meteorological Data Service Center |                           |                           |                           |                           |                           |                           |                           |                           |                           |                           |                           |                           |                           |